# Brynjar Ingi Bjarnason
Brynjar Ingi Bjarnason (Akureyri, 6 dicembre 1999) è un calciatore islandese, difensore del Greuther Fürth e della nazionale islandese.

## Caratteristiche tecniche
È un difensore centrale strutturato fisicamente e che dispone di buon senso della posizione. Alto 189 cm, è un leader difensivo, perno da difesa a 3 e in grado pure di giocare in una linea a 4 al fianco di un compagno di reparto più rapido e dinamico, agendo allo stesso modo sia a destra che a sinistra. Abile anche a costruire il gioco, con i suoi lanci verso gli attaccanti e gli esterni sono utili per velocizzare la manovra offensiva.

## Carriera

### Club
Cresciuto nel settore giovanile del KA Akureyri, debutta in prima squadra l'11 febbraio 2018 in occasione dell'incontro di coppa di lega vinto 2-0 contro il Magni; pochi mesi più tardi viene ceduto in prestito proprio al Magni, ed a partire dall'annata seguente viene promosso in pianta stabile in prima squadra.
Il 30 giugno 2021 viene ceduto a titolo definitivo al Lecce, con cui firma un triennale con opzione per i successivi due anni. Debutta con i salentini il 25 settembre, venendo schierato come titolare nella partita di Serie B vinta per 2-1 sul campo del Cittadella.
Quella contro i veneti è stata la sua unica gara con i giallorossi, in quanto il 27 dicembre 2021 viene annunciato il suo trasferimento ai norvegesi del Vålerenga a titolo definitivo.

### Nazionale
Il 30 maggio 2021 debutta con la nazionale islandese, giocando negli Stati Uniti l'amichevole persa per 2-1 contro il Messico. L'8 giugno seguente segna il suo primo gol in nazionale, nell'amichevole pareggiata per 2-2 contro la Polonia a Poznań.

## Statistiche
Statistiche aggiornate al 12 novembre 2021.

### Presenze e reti nei club
| Stagione           | Squadra            | Campionato         | Campionato | Campionato | Coppe nazionali | Coppe nazionali | Coppe nazionali | Coppe continentali | Coppe continentali | Coppe continentali | Altre coppe | Altre coppe | Altre coppe | Totale | Totale | Totale |
| Stagione           | Squadra            | Comp               | Pres       | Reti       | Comp            | Pres            | Reti            | Comp               | Pres               | Reti               | Comp        | Pres        | Reti        | Pres   | Reti   |        |
| ------------------ | ------------------ | ------------------ | ---------- | ---------- | --------------- | --------------- | --------------- | ------------------ | ------------------ | ------------------ | ----------- | ----------- | ----------- | ------ | ------ | ------ |
| 2018               | KA Akureyri        | UD                 | 0          | 0          | CI+CdL          | 0+3             | 0               |                    | -                  | -                  |             | -           | -           | 3      | 0      |        |
| 2018               | Magni              | 1D                 | 16         | 0          | CI+CdL          | 1+2             | 0               |                    | -                  | -                  |             | -           | -           | 19     | 0      |        |
| 2019               | KA Akureyri        | UD                 | 12         | 0          | CI+CdL          | 2+6             | 0               |                    | -                  | -                  |             | -           | -           | 20     | 0      |        |
| 2020               | KA Akureyri        | UD                 | 18         | 2          | CI+CdL          | 2+4             | 0+1             |                    | -                  | -                  |             | -           | -           | 24     | 3      |        |
| 2021               | KA Akureyri        | UD                 | 6          | 1          | CI+CdL          | 0+6             | 0+2             |                    | -                  | -                  |             | -           | -           | 12     | 3      |        |
| Totale KA Akureyri | Totale KA Akureyri | Totale KA Akureyri | 36         | 3          |                 | 23              | 3               |                    | -                  | -                  |             | -           | -           | 59     | 6      |        |
| 2021-2022          | Lecce              | B                  | 1          | 0          | CI              | 0               | 0               | -                  | -                  | -                  | -           | -           | -           | 1      | 0      |        |
| Totale carriera    | Totale carriera    | Totale carriera    | 53         | 3          |                 | 26              | 3               |                    | -                  | -                  |             | -           | -           | 79     | 6      |        |

### Cronologia presenze e reti in nazionale
| Cronologia completa delle presenze e delle reti in nazionale ― Islanda | Cronologia completa delle presenze e delle reti in nazionale ― Islanda | Cronologia completa delle presenze e delle reti in nazionale ― Islanda | Cronologia completa delle presenze e delle reti in nazionale ― Islanda | Cronologia completa delle presenze e delle reti in nazionale ― Islanda | Cronologia completa delle presenze e delle reti in nazionale ― Islanda | Cronologia completa delle presenze e delle reti in nazionale ― Islanda | Cronologia completa delle presenze e delle reti in nazionale ― Islanda |
| Data                                                                   | Città                                                                  | In casa                                                                | Risultato                                                              | Ospiti                                                                 | Competizione                                                           | Reti                                                                   | Note                                                                   |
| ---------------------------------------------------------------------- | ---------------------------------------------------------------------- | ---------------------------------------------------------------------- | ---------------------------------------------------------------------- | ---------------------------------------------------------------------- | ---------------------------------------------------------------------- | ---------------------------------------------------------------------- | ---------------------------------------------------------------------- |
| 30-5-2021                                                              | Arlington                                                              | Messico                                                                | 2 – 1                                                                  | Islanda                                                                | Amichevole                                                             | -                                                                      | 80’                                                                    |
| 4-6-2021                                                               | Tórshavn                                                               | Fær Øer                                                                | 0 – 1                                                                  | Islanda                                                                | Amichevole                                                             | -                                                                      |                                                                        |
| 8-6-2021                                                               | Poznań                                                                 | Polonia                                                                | 2 – 2                                                                  | Islanda                                                                | Amichevole                                                             | 1                                                                      |                                                                        |
| 2-9-2021                                                               | Reykjavík                                                              | Islanda                                                                | 0 – 2                                                                  | Romania                                                                | Qual. Mondiali 2022                                                    | -                                                                      |                                                                        |
| 5-9-2021                                                               | Reykjavík                                                              | Islanda                                                                | 2 – 2                                                                  | Macedonia del Nord                                                     | Qual. Mondiali 2022                                                    | 1                                                                      |                                                                        |
| 8-9-2021                                                               | Reykjavík                                                              | Islanda                                                                | 0 – 4                                                                  | Germania                                                               | Qual. Mondiali 2022                                                    | -                                                                      |                                                                        |
| 8-10-2021                                                              | Reykjavík                                                              | Islanda                                                                | 1 – 1                                                                  | Armenia                                                                | Qual. Mondiali 2022                                                    | -                                                                      | 46’                                                                    |
| 11-10-2021                                                             | Reykjavík                                                              | Islanda                                                                | 4 – 0                                                                  | Liechtenstein                                                          | Qual. Mondiali 2022                                                    | -                                                                      |                                                                        |
| 11-11-2021                                                             | Bucarest                                                               | Romania                                                                | 0 – 0                                                                  | Islanda                                                                | Qual. Mondiali 2022                                                    | -                                                                      |                                                                        |
| 14-11-2021                                                             | Skopje                                                                 | Macedonia del Nord                                                     | 3 – 1                                                                  | Islanda                                                                | Qual. Mondiali 2022                                                    | -                                                                      |                                                                        |
| 26-3-2022                                                              | Murcia                                                                 | Finlandia                                                              | 1 – 1                                                                  | Islanda                                                                | Amichevole                                                             | -                                                                      |                                                                        |
| 29-3-2022                                                              | La Coruña                                                              | Spagna                                                                 | 5 – 0                                                                  | Islanda                                                                | Amichevole                                                             | -                                                                      |                                                                        |
| 2-6-2022                                                               | Haifa                                                                  | Israele                                                                | 2 – 2                                                                  | Islanda                                                                | UEFA Nations League 2022-2023 - 1º turno                               | -                                                                      | 46’                                                                    |
| 9-6-2022                                                               | Serravalle                                                             | San Marino                                                             | 0 – 1                                                                  | Islanda                                                                | Amichevole                                                             | -                                                                      | 87’                                                                    |
| 13-1-2024                                                              | Fort Lauderdale                                                        | Guatemala                                                              | 0 – 1                                                                  | Islanda                                                                | Amichevole                                                             | -                                                                      |                                                                        |
| 17-1-2024                                                              | Fort Lauderdale                                                        | Honduras                                                               | 0 – 2                                                                  | Islanda                                                                | Amichevole                                                             | -                                                                      | 69’ 73’                                                                |
| 10-6-2024                                                              | Rotterdam                                                              | Paesi Bassi                                                            | 4 – 0                                                                  | Islanda                                                                | Amichevole                                                             | -                                                                      | 85’                                                                    |
| Totale                                                                 |                                                                        | Presenze                                                               | 17                                                                     |                                                                        | Reti                                                                   | 2                                                                      |                                                                        |